# クトゥルフの呼び声 (小説)
『クトゥルフの呼び声』（クトゥルフのよびごえ、英: The Call of Cthulhu）とは、アメリカ合衆国のホラー小説家ハワード・フィリップス・ラヴクラフトが1928年に発表した小説。
1926年夏頃に執筆され、パルプ雑誌『ウィアード・テイルズ』1928年2月号で初めて発表された。

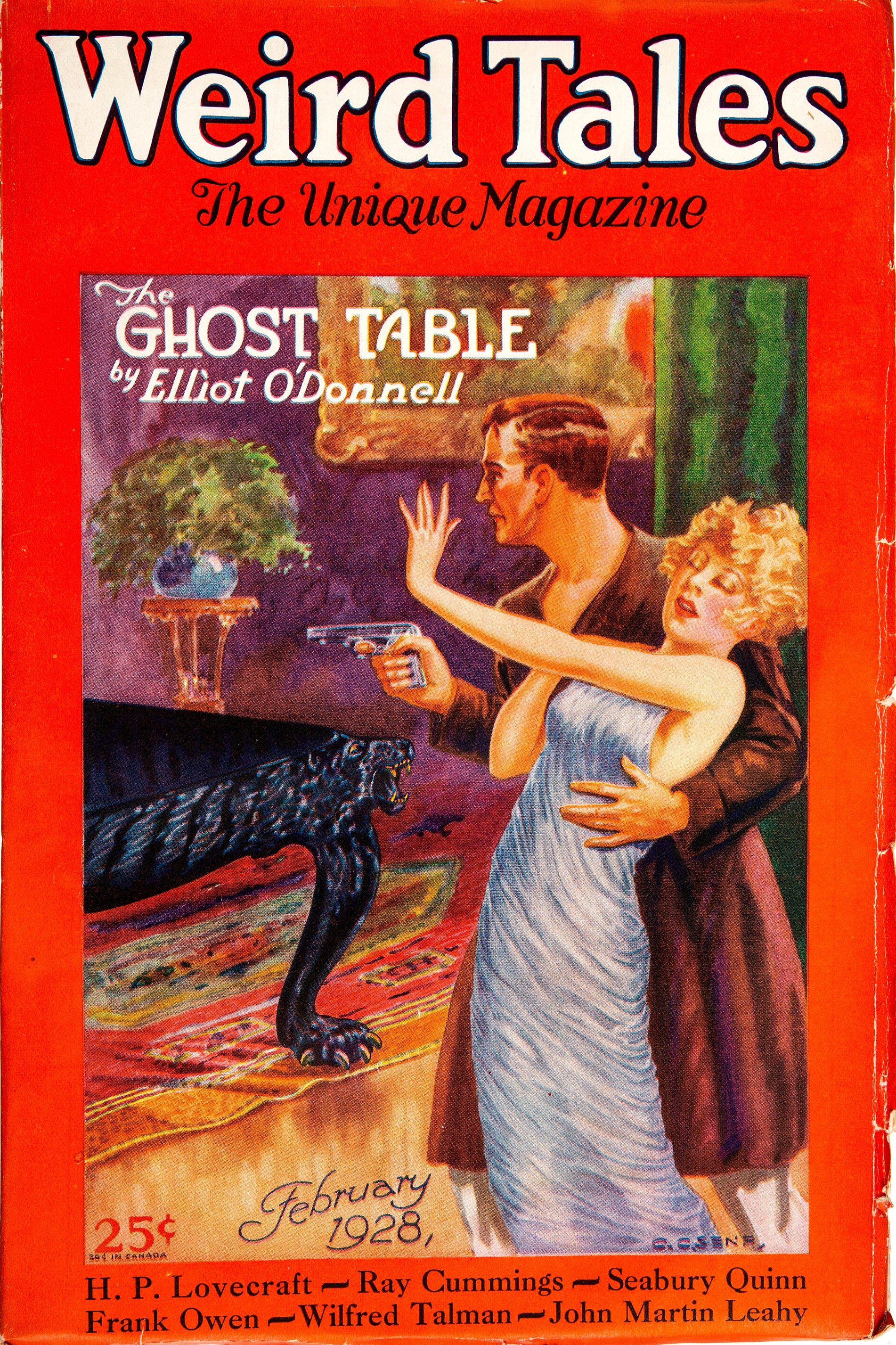
ウィアード・テイルズ1928年2月号、下に"H. P. Lovecraft"の名前が見える

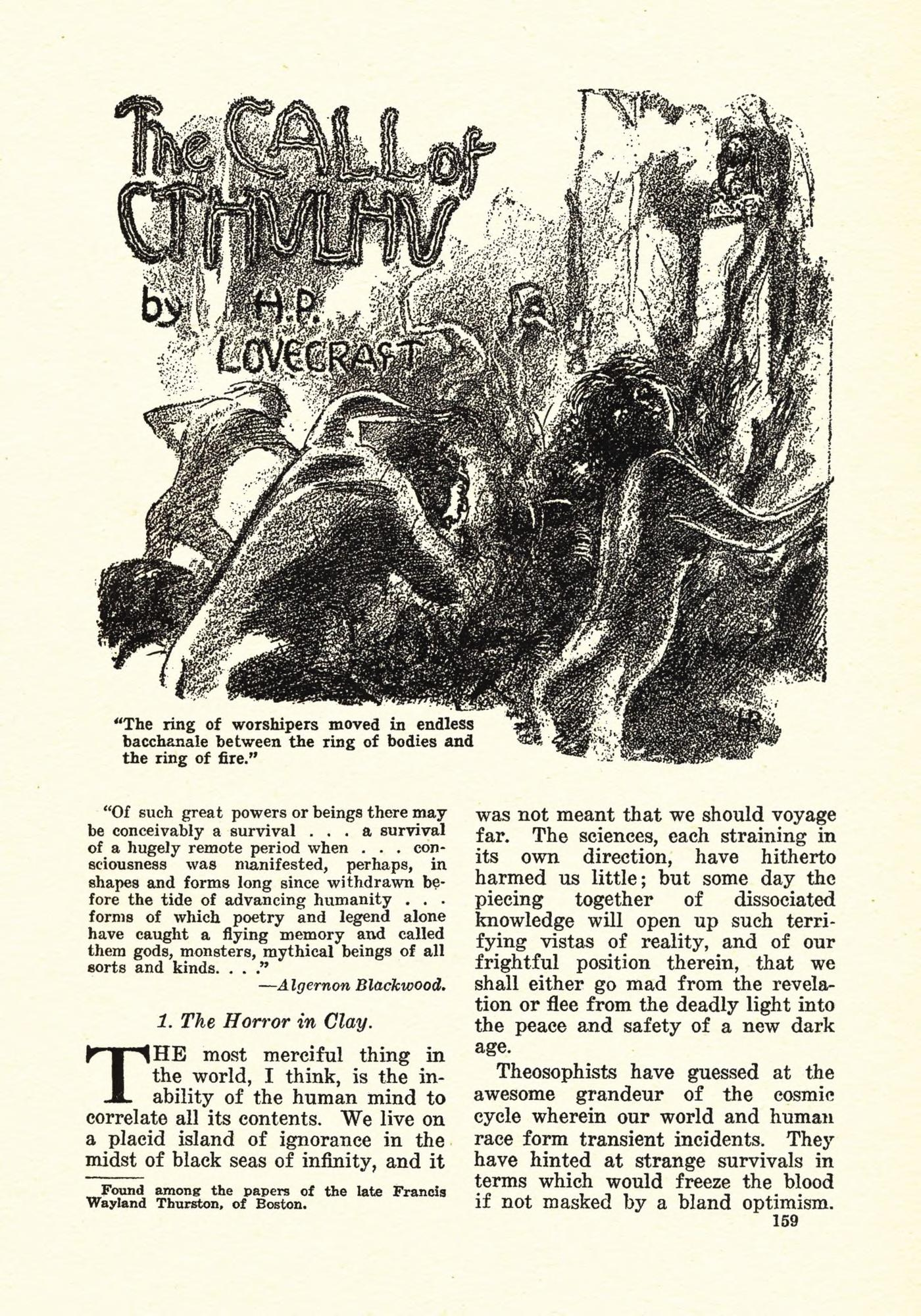
掲載ページおよびヒュー・ドーク・ランキンによる挿絵。第2章にてルグラース刑事が摘発した、1907年ニューオーリンズにおける邪教の狂宴の情景を描いたもの。

## 概要・解説
ラヴクラフト、およびクトゥルフ神話の代表作の一つとされる。ラヴクラフト自身、この作品によって、のちに「クトゥルフ神話」と呼ばれることになる彼独自の作品世界を大きく飛躍させた。オーガスト・ダーレスがラヴクラフトの作品世界を体系化したさい、それが「クトゥルフ神話」という名称になったのは、本作の影響力の大きさを示すものである。この語を思い付いたのが誰なのか不明だが、この語が現在、ラヴクラフトの作品の代名詞として使用されるようになっている。大瀧啓裕は、『クトゥルフの呼び声』『ダンウィッチの怪』『インスマウスの影』の3作品をダーレスによるクトゥルフ神話体系の中核と述べる。
全集の翻訳を手掛けた宇野利泰は「クトゥルフ神話の出発点として、その大綱を知るに欠くべからざる作品」と解説する。クトゥルフ神話内においては「クトゥルフ物語」の代表作である。
正式掲載されたのはWT1928年2月号だが、その前に一度不採用になった経緯がある。前任者が売り上げ減で解任されたこともありWT編集長がファーンズワース・ライトに代わってから、ラヴクラフトの作品はしばしば掲載を拒否されるようになったという。本作が不採用になった事態を受けて、友人ドナルド・ワンドレイは、別の出版社に送ることを薦めた。このような経緯を経ているが、最終的にはWTに掲載されている。
ラヴクラフト自身は、この作品を「そこそこの出来、自作のうち最上のものでも最低のものでもない」と評した。同僚作家のロバート・E・ハワードは、「人類史上に残る文学の金字塔であり、ラヴクラフトの傑作」と激賞している。

## 構成
3章から成る。語り手の「私」が、エインジェル教授と船乗りヨハンセンの記録を入手して謎を探究していく。
短い作品であり、描写は梗概的であるが、のちのラヴクラフトにおけるクトゥルフ神話系統作品のパターンである、謎の祭儀を行う教団、太古の人類外によって造られた古代都市遺跡の探検、そこでの怪物との遭遇、それら秘密を知ったゆえに命を狙われる展開などが、すでに示されている。
エインジェル教授の残した遺品、全てに共通するのがCthulhuという発音すら定かでない固有名詞がほのめかされる点である。
視点人物が切り替わり、時系列が入り乱れ、物語の全貌は読者が推理しつなげていくことを求められるような文体になっている。実在する大学名や地名、ジェームズ・フレイザーの「金枝篇」などが登場するが解説がなく読者自身の知識・教養を前提とする点も特色となっている。また冒頭でアルジャーノン・ブラックウッドの言葉が引用されている。

## あらすじ
「私」フランシス・ウェイランド・サーストンは、1926年に急死した古文碑文字の権威である大伯父エインジェル教授の遺品、研究文書を整理しているさい、『クトゥルフ教』なるものの研究記録を発見する。そこには怪物めいた像と都市風景、そして謎の文字が浮き彫りにされた小さな粘土板も含まれており、それは、ウィルコックスなる若い彫刻家が、悪夢の中に見たものを写し取ったものであった。ウイルコックスはそれが太古のものだと信じたがために教授にその文字についての意見を聞きに来たのだったが、教授はそれを見て驚いた。なぜなら、そこに彫られた怪物は17年前、ある学会の場で、ニューオーリンズの刑事が持ち込んできた謎の怪物像にそっくりだったからだ。それは悪辣な殺人カルトが謎の言葉を口にしながら崇めていた神像であったが、別の教授は48年前にグリーンランドで現地民が「同じ怪物像を同じ呪文で」祀っていたのを見たという。刑事が聴取したところによれば、謎の言葉は「死せるクトゥルフがルルイエの館で夢見ながら待っている」という意味で、クトゥルフとは太古に宇宙から来た怪物であり、人類が生まれたときにはその都ともども海中に没していたが、いつか星座が元の位置に戻ると復活し、人類に災厄をもたらすのだという。のち彫刻家ウィルコックスは3月23日に高熱を出し、またこの日、多くの狂気の発作めいた事件が世界中で起きていたことが教授の記録には記されていた。
合理主義者の「私」は半信半疑ながらも、大伯父はこれらの秘密を知ったがゆえに『クトゥルフ教』の信者たちに殺されたのではないかと、『クトゥルフ教』の研究調査に乗り出す。そんなとき「私」はあの怪物像と同じ像がオーストラリアの新聞に載っているのを見る。それは南太平洋を漂流していた難破船アラート号にあったもので、「私」が内密に入手したノルウェー人水夫ヨハンセンの手記によればこういうことであった。ヨハンセンの乗ったエンマ号は、南太平洋でアラート号から「この先に進むな」と一方的な命令を受けたが、無視すると相手が砲撃してきたため、舷づけしての格闘後、凶暴な相手乗員を殺すことやむなきに至り、沈むエンマ号からアラート号に乗り移った。そこで好奇心から「先」に進むと、海から出ている巨大な石造建築物を発見、上陸すると巨大な粘液まみれの怪物が出現、生きて帰れたのはヨハンセンひとりだった。それは1925年3月23日のことで、のちその海域には何も発見されていない。
ヨハンセンもまた殺された疑いがあった。「私」は知り過ぎたゆえの身の危険を感じ、自分の遺言執行人にこの記録を発見したら処理してほしいと願う。

## 登場人物
フランシス・ウェイランド・サーストン（Francis Wayland Thurston）
「わたし」。ボストン在住。
最終的には死亡しており、この小説そのものが死後に発見された彼の手記という形式になっている。結末の時点で自らの命の危機を感じており、書き終えた後にクトゥルフ教団に暗殺された可能性が高い。
名前は19世紀にブラウン大学の学長をしていたフランシス・ウェイランドの名を引用していると考えられている。また語り手である彼の名前は、本編に登場せず、ウィアードテイルズ掲載時に副題として添えられていたものの、それ以降の発行物からは欠落していた期間がある。後にアーカムハウスの再出版になると再び加えられるようになった。日本語翻訳でも、当事情を見逃された『ラヴクラフト全集2巻』などの初期の翻訳では、この小説そのものが故人の手記である点が抜け落ちている。
ジョージ・ギャマル・エインジェル教授（George Gammell Angell）
視点人物の一人。1926年に92歳で死去。ロード・アイランド州プロヴィデンスにあるブラウン大学セム語族諸言語学科の名誉教授で、クトゥルフ教団について調べていた。
ニューポートで船から降りて帰宅途中、船員らしい風体の黒人がぶつかられたあと、突然倒れ死亡。医師たちは急な坂道を急足で登ったため、心臓に何らかの病変が起こって死に至ったのだと結論付けた。
ヘンリー・アンソニー・ウィルコックス（Henry Anthony Wilcox）
プロヴィデンス在住の青年彫刻家。古代都市の夢を見て、夢に現れた古代文字を粘土板に再現し、エインジェル教授に解読を依頼する。悪夢を見なくなると、悪夢を見ていた期間の出来事や教授に依頼したという記憶を失う。
ジョン・レイモンド・ルグラース警視正（John Raymond Legrasse）
ニューオーリンズの警官。1907年のある事件で、小さな石像を入手する。
ウィリアム・チャニング・ウェブ教授（William Channing Webb）
プリンストン大学の教授。1860年にグリーンランドで奇怪な儀式と接触し、1908年の学会でルグラース警部の持ち込んだ石像を見て解説する。
グスタフ・ヨハンセン（Gustaf Johansen）
視点人物の一人。ノルウェー人の船乗り。エンマ号11人で唯一の生存者。生還するも衰弱し、後にオスロで謎の死を遂げる。
11人の船員たちは、3人が狂信者の船との海戦で殺され、6人がルルイエで命を落とし、ヨハンセンと共に船で脱出したもう1人も救出が来る前に力尽きた。
アンゲコク（Angakoq）
グリーンランドのイヌイットの呪術祭司。悪魔トルナスクに生贄を捧げる。
カストロ（Castro）
1907年の事件の逮捕者。メスチソの老人。クトゥルフ教団の不死の指導者と会ったと自称する。1926年時点ではすでに死去している。
クトゥルフ（Cthulhu）
エインジェル教授の論文に現れる邪神。信者は世界各地におり、グリーンランド、ニューオーリンズ、南太平洋で同一の神像が見つかっている。

## 収録

### 小説
- 仁賀克雄訳「クートゥリュウの呼び声」『暗黒の秘儀 ラブクラフト傑作集』、創土社ブックス・メタモルファス（1972年）
  - 文庫化『暗黒の秘儀 コズミック・ホラーの全貌』（ソノラマ文庫海外シリーズ、1985年11月）
- 矢野浩三郎訳「クスルウーの喚び声」『定本ラヴクラフト全集3』、国書刊行会（1984年）
- 宇野利泰訳「クトゥルフの呼び声」『ラヴクラフト全集2』、創元推理文庫（1984年）
- 大瀧啓裕訳「クトゥルーの呼び声」『暗黒神話体系シリーズ クトゥルー1』、青心社（1988年12月）
- 尾之上浩司訳「クトゥルフの呼び声」『クトゥルフ神話への招待〜遊星からの物体X〜』、扶桑社ミステリー（2012年8月）
- 森瀬繚訳「クトゥルーの呼び声」『新訳クトゥルー神話コレクション1 クトゥルーの呼び声』、星海社FICTIONS（2017年11月）
- 南條竹則訳「クトゥルーの呼び声」『インスマスの影―クトゥルー神話傑作選―』、新潮文庫（2019年8月）

### 翻案
- 手仮りりこ訳「邪神の存在なんて信じていなかった僕らが大伯父の遺した粘土板を調べたら……」『超訳ラヴクラフトライト1 クトゥルーの呼び声他』、創土社（2016年）

### 漫画
- 『邪神伝説 クトゥルフの呼び声』（宮崎陽介）、PHP研究所（2009年）
- 『必修すぎる文学作品をだいたい10ページくらいの漫画で読む。』（ドリヤス工場） リイド社　トーチコミックス（2017年9月）
- 『クトゥルフの呼び声 ラヴクラフト傑作集』（田辺剛）、ビームコミックス（2019年12月）

## 関連作品

### 先行作品として指摘されるもの
- アルフレッド・テニスンの1830年作ソネット『クラーケン』[10]
- ギ・ド・モーパッサンの『オルラ』 - モノローグ形式の恐怖小説である点
- アーサー・マッケンの『黒い石印』[11]
- ロード・ダンセイニの『ペガーナの神々』[12][13]
- ラヴクラフト自身による短編小説『ダゴン』 - ラヴクラフト研究家のS・T・ヨシおよびデイビッド・E・シュルツは、『クトゥルフの呼び声』は『ダゴン』のセルフリメイクのようなものである、と言及している[14]

### 影響を与えたもの
- クトゥルフ神話
- クトゥルフの呼び声 (TRPG) - 同名のテーブルトークRPG作品
- メタリカのアルバム『ライド・ザ・ライトニング』及び『S&M』 - インストゥルメンタル楽曲"The Call of Ktulu"収録